# Eckart Krömer
Eckart Krömer (* 13. April 1925 in Plauen; † 13. September 2013) war ein deutscher Jurist und Volkswirt sowie Präsident der Landessynode der Evangelisch-lutherischen Landeskirche Hannovers.

## Leben
Krömer war Jurist und Volkswirt. Er wurde 1951 an der rechts- und staatswissenschaftlichen Fakultät der Universität Göttingen promoviert. Er war von 1967 bis 1990 als Hauptgeschäftsführer der Industrie- und Handelskammer in Emden beschäftigt. 1990 bis 1998 war er Vorsitzender der Diätenkommission des Landes Niedersachsen. Er gehörte außerdem dem Landesschulbeirat und dem Beirat des Landesinstituts für Lehrerfortbildung an.
Krömer war über vier Legislaturperioden (von 1971 bis 1995) Mitglied der Landessynode der Evangelisch-lutherischen Landeskirche Hannovers und stand ihr von 1974 bis 1992 als Präsident vor. Er war außerdem von 1972 bis 1976 Vorsitzender des Kirchenkreistages in Emden und 1971 bis 1987 Mitglied der Synode der Konföderation evangelischer Kirchen in Niedersachsen.

## Auszeichnungen
- Bundesverdienstkreuz am Bande (10. April 1991)[2]
- Verdienstkreuz I. Klasse des Niedersächsischen Verdienstordens
- Ubbo-Emmius-Medaille (1998)

## Werke
- Ostfriesland. Naturgeschichte, Wirtschaft (mit Heino Schmidt und Hajo von Lengen, Leer 1987)
- Kleine Wirtschaftsgeschichte Ostfrieslands und Papenburgs. Norden 1991
- Die Rechtsform der Sozialisierung in der sowjetischen Besatzungszone Deutschlands. Göttingen 1951

## Aufsätze
- Die deutsch-niederländische Grenze im Dollart und in der Emsmündung. In: Niedersächsisches Innenministerium (Hrsg.): Niedersachsenbuch '93. Emden. CW Niemeyer-Druck, Hameln 1993, S. 63–68.